# Shuiqinggou
Shuiqinggou (kinesiska: 水清沟街道, 水清沟) är en socken i Kina. Den ligger i provinsen Shandong, i den östra delen av landet, omkring 310 kilometer öster om provinshuvudstaden Jinan. Antalet invånare är 67 361. Befolkningen består av 33 177 kvinnor och 34 184 män. Barn under 15 år utgör 10,0 %, vuxna 15-64 år 77 %, och äldre över 65 år 11,0 %.
Genomsnittlig årsnederbörd är 771 millimeter. Den regnigaste månaden är juli, med i genomsnitt 247 mm nederbörd, och den torraste är januari, med 12 mm nederbörd.